# Florent Baloki-Milandou
Florent Baloki-Milandou (* 10. Oktober 1971 in Brazzaville; † 9. November 2007 in Oldenburg) war ein kongolesischer Fußballspieler. Baloki gehörte 1992 zum Aufgebot der Republik Kongo bei der Afrikameisterschaft und hatte die letzten Jahre seiner Karriere im norddeutschen Amateurfußball verbracht.

## Karriere
Baloki stand 1992 als Spieler von Diables Noirs im Aufgebot für die Afrikameisterschaft und kam im Turnierverlauf zu zwei Einsätzen, darunter bei der 1:2-Niederlage im Viertelfinale gegen die ghanaische Elf um die Ausnahmespieler Abédi Pelé, Anthony Yeboah und Nii Lamptey. In den WM-Qualifikationen 1994 und 1998 gehörte er zum Stammspersonal und spielte noch bis mindestens 1999 für das Nationalteam.
1995 wechselte der Abwehrspieler zum ivorischen Spitzenklub ASEC Mimosas, mit dem er dreimal (1995, 1997, 1998) die Landesmeisterschaft, zweimal den Landespokal (1995 und 1997) und dreimal den Supercup (1995, 1997, 1998) gewann; bei den Finalsiegen 1997 erzielte er in Pokal und Supercup je einen Treffer. Auch beim größten Erfolg der Vereinsgeschichte, dem Gewinn der CAF Champions League 1998, stand er in beiden Finalpaarungen auf dem Platz. Über Frankreich oder Belgien kam er um die Jahrtausendwende zum ostfriesischen Oberligisten Kickers Emden, bevor er in der Winterpause der Saison 2001/02 zum VfB Oldenburg wechselte. Baloki-Milandou ließ seine Laufbahn ab 2005 im Lokalfußball beim GVO Oldenburg und SSV Jeddeloh ausklingen und beendete 2007 seine Laufbahn. Der verheiratete Vater zweier Kinder starb 36-jährig am 9. November 2007 nach schwerer Krankheit.

## Erfolge
- CAF Champions League: 1998
- Kongolesischer Meister: 1992
- Kongolesischer Pokalsieger: 1989, 1990
- Ivorischer Meister: 1995, 1997, 1998
- Ivorischer Pokalsieger: 1995, 1997
- Ivorischer Supercupsieger: 1995, 1997, 1998